# Bir Moghreïn
Bir Moghreïn (Arabisch: بير مغرين) is een stad en een district in het departement Tiris Zemmour in het noorden van Mauritanië. Het ligt in het noordwesten van het departement, 300 kilometer ten noorden van de hoofdstad Zouérat en had in het jaar 2000 2761 inwoners.